# Malacocottus
Malacocottus es un género de peces de la familia Psychrolutidae, del orden Scorpaeniformes. Este género marino fue descrito científicamente en 1890 por Tarleton Hoffman Bean.

## Especies
Especies reconocidas del género:
- Malacocottus gibber Ki. Sakamoto, 1930
- Malacocottus kincaidi C. H. Gilbert & J. C. Thompson, 1905
- Malacocottus zonurus T. H. Bean, 1890